# Kojencharter

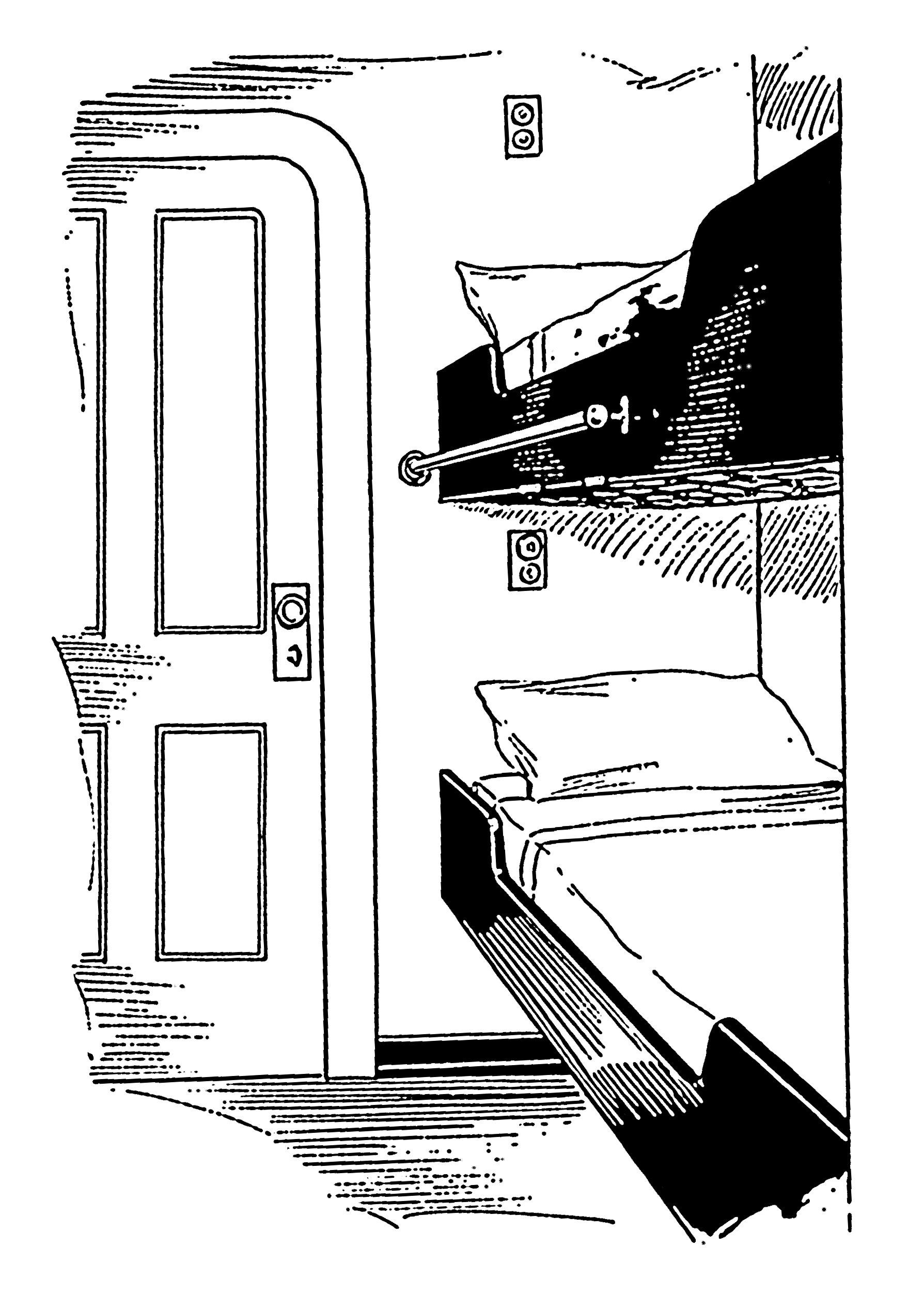
Kojen

Als Kojencharter (von englisch Charter „Frachtvertrag“) bezeichnet man einen Vertrag zwischen einer Einzelperson oder kleinen Gruppe und einer Reederei zur Miete einer oder mehrerer Kojen (Schlafplätzen) an Bord eines Schiffes für eine begrenzte Zeit. Die Reederei stellt dabei das Schiff und einen – häufig professionellen – Skipper zur Verfügung, während die Kunden sich an der Bootsführung beteiligen. Es gibt Reiseunternehmen, die sich auf diese Branche spezialisiert haben. 
Das Zielpublikum von Kojencharterangeboten sind Einzelpersonen oder Gruppen, die zu klein sind, ein ganzes Schiff für sich zur chartern oder es sich nicht zutrauen. Kojencharter werden auch häufig für Aus- und Weiterbildungen angeboten oder in Anspruch genommen. Für die Erlangung diverser Schiffsführerausweise ist der Nachweis von Praxiserfahrung in der Form von Seereisetagen oder zurückgelegten Meilen erforderlich. Diese kann sich ein Kandidat so unter Aufsicht eines erfahrenen Skippers erarbeiten. Bekannt sind dabei oft nur Abfahrts- und Ankunftshafen, die Etappen der Reise besprechen die Teilnehmer untereinander. 
Mit Abschluss des Kojenchartervertrags erhält der Charterer das Recht, die Koje während der vereinbarten Zeit zu benutzen. Im Charterpreis inbegriffen ist in der Regel der Lohn des Skippers und der Unterhalt des Bootes. Weitere notwendige Reisekosten, etwa für die Verpflegung, für Hafentaxen oder für Treibstoff werden von allen Teilnehmern der Reise gemeinsam getragen und sind nicht im Charterpreis enthalten. 
Als Hand gegen Koje wird eine Alternative bezeichnet, bei der Mitreisende keine Entschädigung für die Reise und die Benutzung der Koje bezahlen, sich aber dennoch an der Schiffsführung beteiligen. Dies bieten eher Privatpersonen an, wenn sie für ihr eigenes Boot eine Crew als Hilfe brauchen, um eine längere Strecke zurückzulegen. Die Mitsegler beteiligen sich dabei meist an den Reisekosten. 